# Jiaojiang (socken)
Jiaojiang (kinesiska: 蕉江瑶族乡, 蕉江) är en socken i Kina. Den ligger i den autonoma regionen Guangxi, i den södra delen av landet, omkring 400 kilometer nordost om regionhuvudstaden Nanning. Antalet invånare är 11317. Befolkningen består av 5 346 kvinnor och 5 971 män. Barn under 15 år utgör 19,0 %, vuxna 15-64 år 68 %, och äldre över 65 år 11,0 %.
Genomsnittlig årsnederbörd är 2 214 millimeter. Den regnigaste månaden är april, med i genomsnitt 356 mm nederbörd, och den torraste är oktober, med 53 mm nederbörd.